# Tiziano Corriga
Tiziano Corriga (Savona, 17 novembre 1984) è un lottatore italiano, specializzato nella lotta greco-romana.

## Biografia
Ha rappresentato l'Italia ai Giochi del Mediterraneo di Almería 2005, dove ha vinto la medaglia di bronzo nel torneo dei 66 chilogrammi, terminando alle spalle del turco Selçuk Çebi e dello spagnolo Moisés Sánchez.

## Palmarès
| Anno | Manifestazione          | Sede          | Evento | Risultato | Note |
| ---- | ----------------------- | ------------- | ------ | --------- | ---- |
| 2004 | Europei junior          | Murska Sobota | 66 kg  | 7º        |      |
| 2005 | Europei                 | Varna         | 66 kg  | 11º       |      |
| 2005 | Giochi del Mediterraneo | Almería       | 66 kg  | Bronzo    |      |
| 2005 | Mondiali                | Budapest      | 66 kg  | 21º       |      |
| 2006 | Europei                 | Mosca         | 66 kg  | 11º       |      |
| 2006 | Mondiali                | Canton        | 66 kg  | 25º       |      |
| 2007 | Mondiali                | Baku          | 66 kg  | 38º       |      |
| 2008 | Europei                 | Tampere       | 66 kg  | 5º        |      |
| 2009 | Europei                 | Vilnius       | 66 kg  | 22º       |      |
| 2009 | Giochi del Mediterraneo | Pescara       | 66 kg  | 7º        |      |
| 2009 | Mondiali                | Hering        | 66 kg  | 26º       |      |
| 2010 | Europei                 | Baku          | 66 kg  | 19º       |      |
| 2010 | Mondiali universitari   | Torino        | 66 kg  | 17º       |      |
| 2011 | Europei                 | Dortmund      | 66 kg  | 12º       |      |
| 2011 | Mondiali                | Istanbul      | 66 kg  | 51º       |      |
| 2012 | Europei                 | Belgrado      | 66 kg  | 18º       |      |
| 2013 | Giochi del Mediterraneo | Mersin        | 74 kg  | 11º       |      |

## Altre competizioni internazionali
2007
- 8º nei 66 kg nel Grand Prix of Germany ( Dortmund)

2008
- 5º nei 66 kg al Torneo di Qualificazione Olimpico ( Roma)
- 9º nei 66 kg al Torneo di Qualificazione Olimpico ( Novi Sad)

2009
- 5º nei 66 kg al Torneo Dan Kolov - Nikola Petrov ( Varna)

2010
- 9º nei 66 kg al Cristo Lutte ( Créteil)

2011
- 23º nei 66 kg al Golden Gran Prix ( Szombathely)
- 5º nei 66 kg al Grand Prix of Spain ( Madrid)
- Bronzo nei 66 kg al Trofeo Milone ( Ostia)

2012
- Bronzo nei 66 kg al Dave Schultz Memorial International ( Colorado Springs)
- 5º nei 66 kg alla Coppa Granma ( L'Avana)
- ? nei 66 kg al Torneo di Qualificazione Olimpico ( Taiyuan)
- 14º nei 66 kg al Torneo di Qualificazione Olimpico ( Helsinki)

2013
- 5º nei 74 kg al Trofeo Milone ( Sassari)